# Parco di Centocelle (métro de Rome)
Parco di Centocelle est une station de la ligne C du métro de Rome. Elle est située via Casilina en limite du Municipio V de la ville de Rome.
Mise en service en 2014, elle est exploitée par ATAC.

## Situation sur le réseau
Établie en souterrain, la station Parco di Centocelle est située sur la ligne C du métro de Rome, entre la station Mirti, en direction de la station terminus ouest (provisoire) San Giovanni, et la station Alessandrino, en direction de la station terminus est Monte Compatri - Pantano.

## Histoire
La station Parco di Centocelle est mise en service le 9 novembre 2014, lors de l'ouverture à l'exploitation de la section de Parco di Centocelle à Monte Compatri - Pantano. Elle est le terminus provisoire de la ligne jusqu'au 29 juin 2015 où elle devient une station de passage lors de l'ouverture de la section suivante de Parco di Centocelle à Lodi.

## Service des usagers

### Accueil
La station est accessible par la via Casilina, elle y dispose d'accès équipés équipés d'escaliers, ou d'escaliers mécaniques ou d'ascenseurs. L'entrée donne directement dans la salle principale en surface, avec notamment des guichets et des automates pour l'achat des titres de transport, et d'une plateforme souterraine avec des quais équipés de portes palières.

Accès station Parco di Centocelle
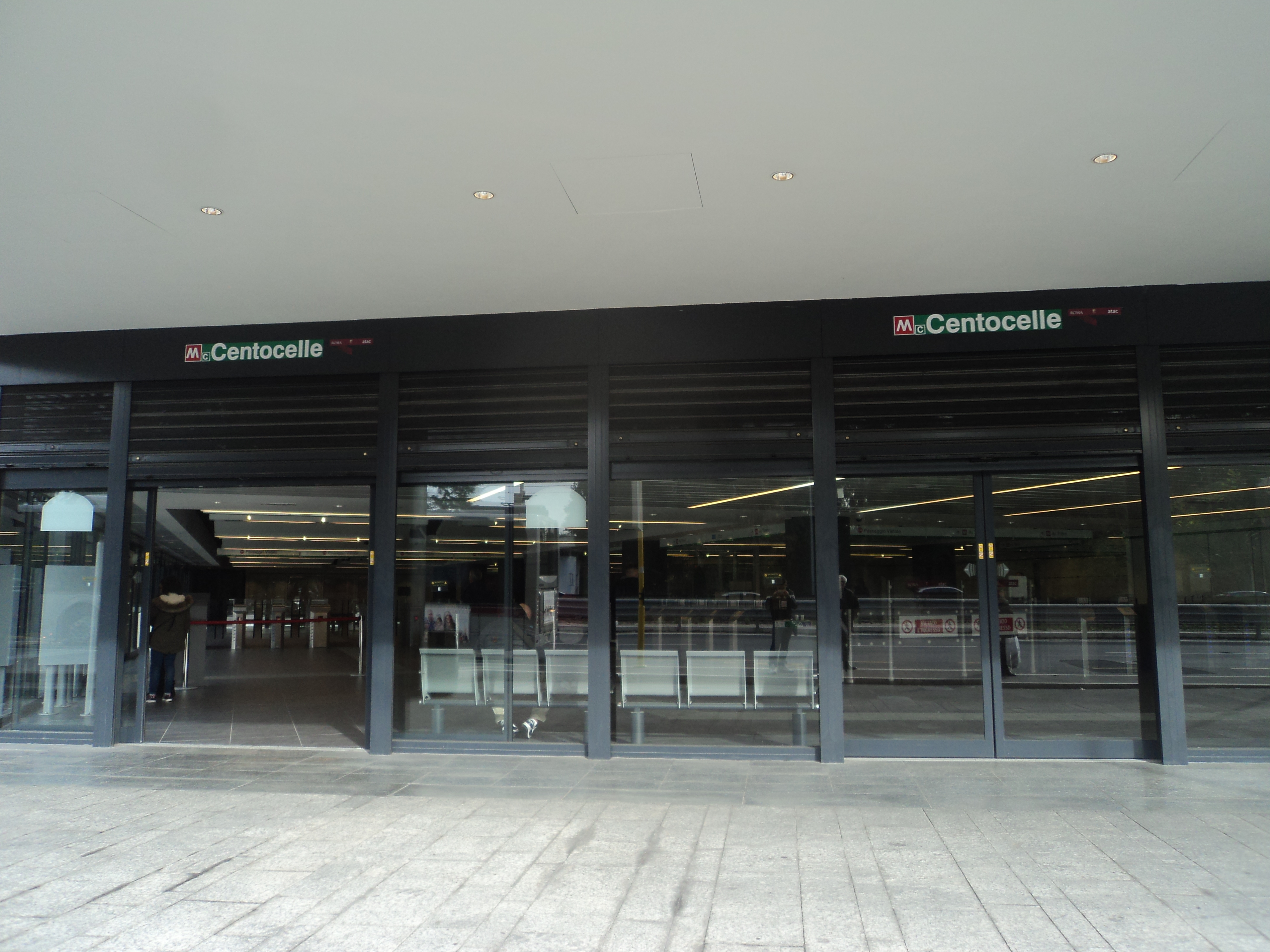
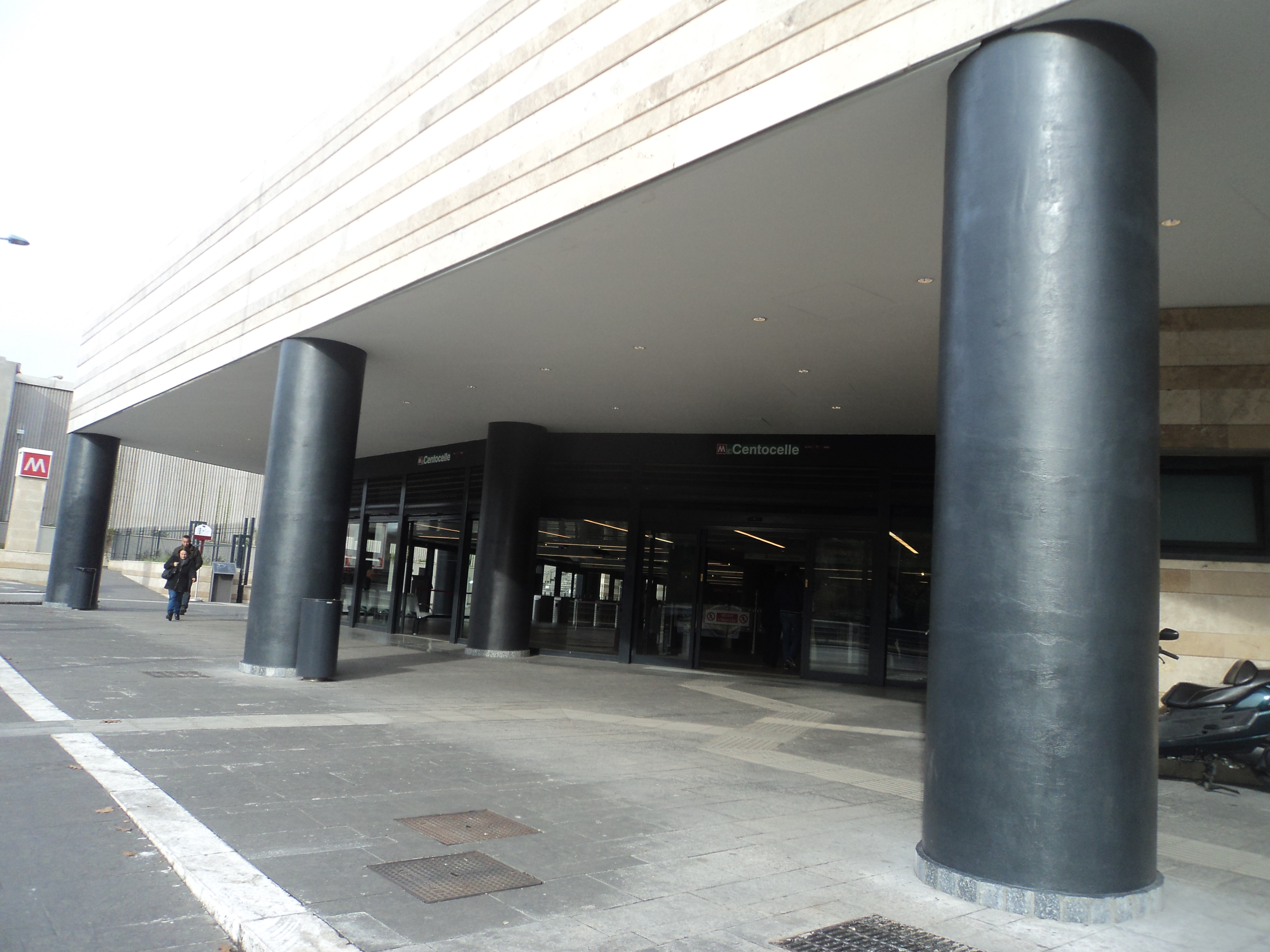

### Desserte
Parco di Centocelle est desservie par les rames automatiques qui circulent tous les jours sur la ligne. Quotidiennement les premiers départs des terminus ont lieu à 5 h 30 et les derniers à 23 h 30.

### Intermodalité
Via Casilina un arrêt de bus urbains de la ATAC est desservi par les lignes 105, 106 et 544 et un peu plus loin un autre arrêt sur la viale Palmiro Togliatti est desservi par les lignes 106, 451, 548 et NMC.